# Neerpeelbeek
De Neerpeelbeek is een beek in de Limburgse gemeenten Nederweert en Leudal.
De beek begint ten oosten van Ospel op een hoogte van ongeveer 30 meter, stroomt in oostelijke richting, gaat door een duiker onder de Noordervaart door en stroomt door de natuurgebieden Kruisvennen en Nederpeel-Grave. Ten zuiden van buurtschap Heibloem mondt de beek uit in het afwateringskanaal Visschensteert.
Omstreeks 2010 werd de volledig gekanaliseerde beek in de natuurgebieden weer hersteld, zodat ze weer over grote lengte meandert.